# Pseudantechinus woolleyae
Pseudantechinus woolleyae là một loài động vật có vú trong họ Dasyuridae, bộ Dasyuromorphia. Loài này được Kitchener & Caputi mô tả năm 1988.